# سولومون ففرمن
سولومون فِفِرمَن (به انگلیسی: Solomon Feferman) (۲۰۱۶–۱۹۲۸) ریاضی‌دان و فیلسوف آمریکایی بود. عمدهٔ شهرت او در ریاضیات به واسطهٔ آثارش در منطق ریاضی است. او در ۱۹۵۷ زیر نظر آلفرد تارسکی در دانشگاه کالیفرنیا در برکلی دکترا گرفت و تا پایان عمر استاد دانشگاه استنفورد بود. او برندهٔ جایزهٔ شوک در ۲۰۰۳ در فلسفه و منطق شده است (پس از سول کریپکی و پیش از یاکو هینتیکا).
ففرمن سرویراستار مجموعهٔ آثار کورت گودل بود.